# Вольпин, Надежда Давыдовна
Наде́жда Давы́довна Во́льпин (25 января (6 февраля) 1900, Могилёв, Российская империя — 9 сентября 1998, Москва, Россия) — советская переводчица, поэтесса-имажинист и мемуаристка. Фактическая жена поэта С. А. Есенина.

## Биография
Отец, Давид Самуилович Вольпин (1864, Могилёв — 1937, Москва), окончил Московский университет, практиковал как помощник присяжного поверенного, в советское время — юрискунсульт, перевёл на русский язык монографию Д. Фрэзера «Фольклор в Ветхом Завете»; мать, Хана (Анна) Борисовна Жислина (1875, Чериков — 1963, Москва), окончила Варшавскую консерваторию и преподавала музыку. Дед — Борух Моисеевич Жислин — был учителем Чериковского казённого еврейского училища.
В 1917 году окончила «Хвостовскую» гимназию и поступила на естественное отделение физико-математического факультета Московского университета, который оставила, проучившись около года.
Ещё в гимназии стала писать стихи (раннее творчество не сохранилось). В 1920 году примкнула к группе имажинистов, выступала с чтением стихов с эстрады (в «Кафе поэтов», «Стойле Пегаса»). С того же года началась её дружба с Сергеем Есениным, затем она некоторое время жила с ним в фактическом браке. В 1924 году, уже после разрыва с Есениным, родился её единственный сын Александр Сергеевич Есенин-Вольпин — поэт, известный диссидент, математик. Позднее Надежда Вольпин вышла замуж за физикохимика Михаила Волькенштейна.
Занималась переводами с английского, немецкого, французского, латинского языков, в том числе переводила Овидия, Гёте, Вальтера Скотта, Мериме, Гюго, Голсуорси, Конана Дойла, Фенимора Купера, Уэллса. Выучив в Ашхабаде, где находилась в эвакуации во время войны, туркменский язык, переводила также туркменскую поэзию.
В 1984 году издала свои мемуары «Свидание с другом», в основном посвящённые юности и Сергею Есенину. В архиве хранятся воспоминания о дружбе с Мандельштамом, о Пастернаке и Маяковском.
В последние годы жизни жила в писательском доме в районе метро Аэропорт.
Похоронена на Донском кладбище (4 участок).

## Семья
- Брат — Михаил Давыдович Вольпин, драматург и киносценарист[6].
- Племянник — Михаил Михайлович Бартенёв (род. 1953), драматург и сценарист, автор текста песни «Вороные кони» из фильма «Серафима прекрасная».
- Двоюродные братья — Павел Исаакович Калецкий (1906—1942), литературовед, библиограф, литературный критик[7]; Валентин Иванович Вольпин, библиограф; Александр Осипович Фабрикант (1881—1963), агроном, профессор (отец физика В. А. Фабриканта); Владимир Осипович (Вольф Иоселевич) Фабрикант (?—1933), промышленник, эсер, осуществивший побег А. Ф. Керенского из России.

## Сочинения
- Мемуары «Свидание с другом».

## Переводы
- Мериме П. Варфоломеевская ночь. — М., 1925.
- Голсуорси Дж. Сдаётся в наём. — М., 1926.
- Кестнер Э. Фабиан. — М., 1933.
- Манн Т. Серьёзная жизнь. — М., 1934.
- Стерн Л. Сентиментальное путешествие. — М., 1935.
- Льюис Е. Эроусмит. — М., 1936.
- Скотт В. Роб-Рой. — М., 1937.
- Шабенде. Саят и Хемра. — Ашхабад, 1945.
- Гёте И. В. Римские элегии. — М., 1950.
- Байрон Д. По стопам Горация. — М., 1953.
- Филдинг Г. Джозеф Эндрус. Джонатан Уайльд. — М., 1954.
- Бронте Э. Грозовой перевал. — М., 1956.
- Верфель Ф. Верди. — М., 1962.
- По Э. Стихи. — М., 1972.
- Теккерей У. В благородном семействе. — М., 1976.
- Купер Ф. Прерия. — М., 1980.
- Уэллс Г. Страна слепых. — М., 1981.